# Scotty Mattraw
Scotty Mattraw (Evans Mills, 19 ottobre 1880 – Hollywood, 9 novembre 1946) è stato un doppiatore statunitense.

## Biografia
Winfield Scott Mattraw recitò in poco più di 20 film, nell'arco di circa vent'anni di carriera.
È noto per aver dato la voce a Mammolo in Biancaneve e i sette nani.
È deceduto improvvisamente nella sua casa a Hollywood il 9 novembre 1946 a soli 66 anni.

## Filmografia parziale
- The Red Mill, regia di William Goodrich (Roscoe 'Fatty' Arbuckle) (1927)
- Vigilia d'amore (Two Lovers), regia di Fred Niblo (1928)
- Biancaneve e i sette nani (1937) - voce